# Mohammed Omar
Mohammed Omar (em pachto: ملا محمد عمر; Nodeh, c. Kandaar, 1960 – Karachi, 23 de abril de 2013), chamado simplesmente de Mulá Omar, foi o líder do Talibã, movimento radical islâmico do Afeganistão, e chefe de Estado de facto do país de 1996 a 2001 sob o título oficial de Chefe do Conselho Supremo. Também manteve o título de Miralmuminim ("Comandante dos Fieis"), utilizado no Emirado Islâmico do Afeganistão. Foi procurado pelas autoridades dos Estados Unidos por "dar guarida a Osama bin Laden e à sua rede Alcaida nos anos que antecederam e no período durante e imediatamente posterior aos ataques de 11 de setembro." Acreditava-se que estava conduzindo o Talibã em sua guerra contra o governo de Hamid Karzai e as tropas internacionais da OTAN no país a partir do Paquistão.
Nascido em uma família pobre, sem ligações políticas, Omar se juntou aos Mujahideen afegãos em sua guerra contra a União Soviética e a República Democrática do Afeganistão comunista durante a década de 1980. Ele fundou o Talibã no ano de 1994 e, em 1995, conquistou grande parte do sul do Afeganistão; em setembro de 1996, o Taleban tomou Cabul, a capital do país. Durante seu mandato como emir do Afeganistão, Omar raramente deixou a cidade de Kandahar e raramente se encontrou com estrangeiros. Ele era conhecido por falar pouco e viver em condições bastante simples.
Apesar de seu cargo político e de ter sido uma das pessoas mais procuradas pelo FBI (embora não presentemente na lista dos dez foragidos mais procurados) pouco se sabe sobre ele e sobre sua vida. Antes de sua morte, apenas uma foto conhecida existia dele. Após sua morte, o Talibã divulgou uma foto que mostrava Omar em sua juventude em 1978.  Além do fato de que ele havia perdido um olho durante a guerra contra a União Soviética, relatos de sua aparência física afirmam que Omar era fortemente construído e alto, com cerca de 2 metros de altura. O mulá Omar foi descrito como tímido e não falador com os estrangeiros.
Durante seu mandato como emir do Afeganistão Omar saiu poucas vezes de Candaar, e raramente se encontrou com forasteiros, preferindo confiar em seu Ministro do Exterior, Wakil Ahmed Muttawakil, para a maior parte das necessidades diplomáticas.
Segundo o governo oficial afegão em Cabul, Omar teria morrido de tuberculose em 23 de abril de 2013.

## Biografia
Quando tinha 20 anos, em 1979, a União Soviética invadiu o Afeganistão e Omar refugiou-se com a família no Paquistão. Neste país fez estudos corânicos, mas antes de os terminar decidiu regressar ao seu país para combater os soviéticos.
Foi recrutado pela jihad, organização resistente aos soviéticos, e iniciou-se nas técnicas de guerrilha num centro controlado pela CIA, serviços secretos dos EUA, e pelos serviços secretos paquistaneses. Durante dois anos combateu os ocupantes soviéticos até que foi gravemente ferido e perdeu a vista direita. Regressou ao Paquistão e retomou os estudos.[carece de fontes?]
Após a retirada dos soviéticos e a queda do regime comunista que governava o Afeganistão, em 1992 voltou a seu país de origem, afectado por uma guerra civil. Dedicou-se a apelar à oração e a ensinar o Corão, livro sagrado muçulmano, aos mais novos e, segundo o próprio relatou, em 1994 foi visitado pelo profeta Maomé. [carece de fontes?]Ficou então incumbido de reunir os religiosos do Afeganistão e acabar com o terror, o crime, a anarquia e a imoralidade. Nasceu assim o regime talibã, um movimento fundamentalista destinado a fundar um Estado islâmico e que recrutava os seus militantes sobretudo entre a etnia pastó, a mesma de Omar.[carece de fontes?]
O regime chegou ao poder sob a liderança de Muhammad Omar, o "Mullah", que em 1996 foi nomeado por mais de mil religiosos o líder supremo dos talibãs, o comandante dos crentes, e impôs a sua lei. As mulheres passaram a ser proibidas de estudar e trabalhar e só podiam sair à rua se estivessem tapadas. Os homens foram obrigados a deixar crescer barba, entre outras regras rígidas.[carece de fontes?]
Ainda em 1996, o regime talibã acolheu no Afeganistão a Al-Qaeda, rede terrorista liderada pelo milionário saudita Osama Bin Laden. Bin Laden e Muhammad Omar tornaram-se amigos e o líder da Al-Qaeda converteu Omar à ideia da união entre os islamitas.[carece de fontes?]
O regime de Muhammad Omar, que só era reconhecido por Arábia Saudita, Emirados Árabes Unidos e Paquistão, caiu em finais de 2001 após os ataques aéreos norte-americanos contra o Afeganistão, seguidos do avanço das tropas da Aliança do Norte, oposição armada formada por uma dezena de grupos etnicamente diversos unidos pela necessidade de combater os talibãs.
Estes ataques surgiram na sequência dos atentados terroristas de 11 de Setembro de 2001 nos Estados Unidos.
A fuga de motocicleta, tantas vezes relatada na imprensa internacional, do líder talibã em Dezembro 2005 de Candaar foi vista como o ponto final das ambições políticas de Muhammad Omar. Mas passados mais de oito anos sobre a invasão americana que derrubou o regime talibã, o seu chefe continua por capturar e ocasionalmente emite mensagens de desafio às tropas estrangeiras. E os talibãs, baseando-se nos descontentamento das populações pashtuns, voltaram a dominar grandes zonas do Afeganistão. As suas técnicas de combate passam por acções de guerrilha clássica, mas também por atentados-suicidas contra as tropas estrangeiras e as forças militares afegãs que suportam o Presidente Hamid Karzai.[carece de fontes?]
Em julho de 2015, foi anunciado que Mullah Omar estaria morto. A informação foi avançada pelas autoridades estatais do Afeganistão e não foi inicialmente confirmada por fontes independentes. A 30 de julho o Talibã confirmou a morte de Omar, dizendo que ele faleceu devido a uma doença. As reais circunstâncias de sua morte continuam incertas. Foi sucedido por Akhtar Mansoor como líder do talibã.